# 安栖里駅
安栖里駅（あせりえき）は、京都府船井郡京丹波町安栖里萩尾にある、西日本旅客鉄道（JR西日本）山陰本線の駅である。

## 歴史
- 1957年（昭和32年）2月11日：国鉄山陰本線和知駅 - 立木駅間に新設[1]。旅客営業のみ[1]の無人駅[2]。
- 1966年（昭和41年）10月1日：交換設備完成、使用開始[3]。
- 1987年（昭和62年）4月1日：国鉄分割民営化に伴い、西日本旅客鉄道（JR西日本）の駅となる[1]。
- 1991年（平成3年）4月1日：舞鶴鉄道部発足に伴い、その管轄となる。
- 2006年（平成18年）7月1日：舞鶴鉄道部廃止に伴い福知山支社直轄に戻され、西舞鶴駅の被管理駅となる。
- 2012年（平成24年）3月17日：ダイヤ改正に伴い、一部普通列車が通過となる[4]（該当列車は翌2013年3月16日より快速に改称）。
- （時期不明）：管理駅が西舞鶴駅から綾部駅へ移転したことに伴い、綾部駅の被管理駅となる。
- 2021年（令和3年）3月13日：ダイヤ改正に伴い、全列車停車となる。
- 2022年（令和4年）
  - 6月1日：管理駅を福知山駅に変更。
  - 10月1日：組織改正に伴い、近畿統括本部福知山管理部管轄となる。

## 駅構造

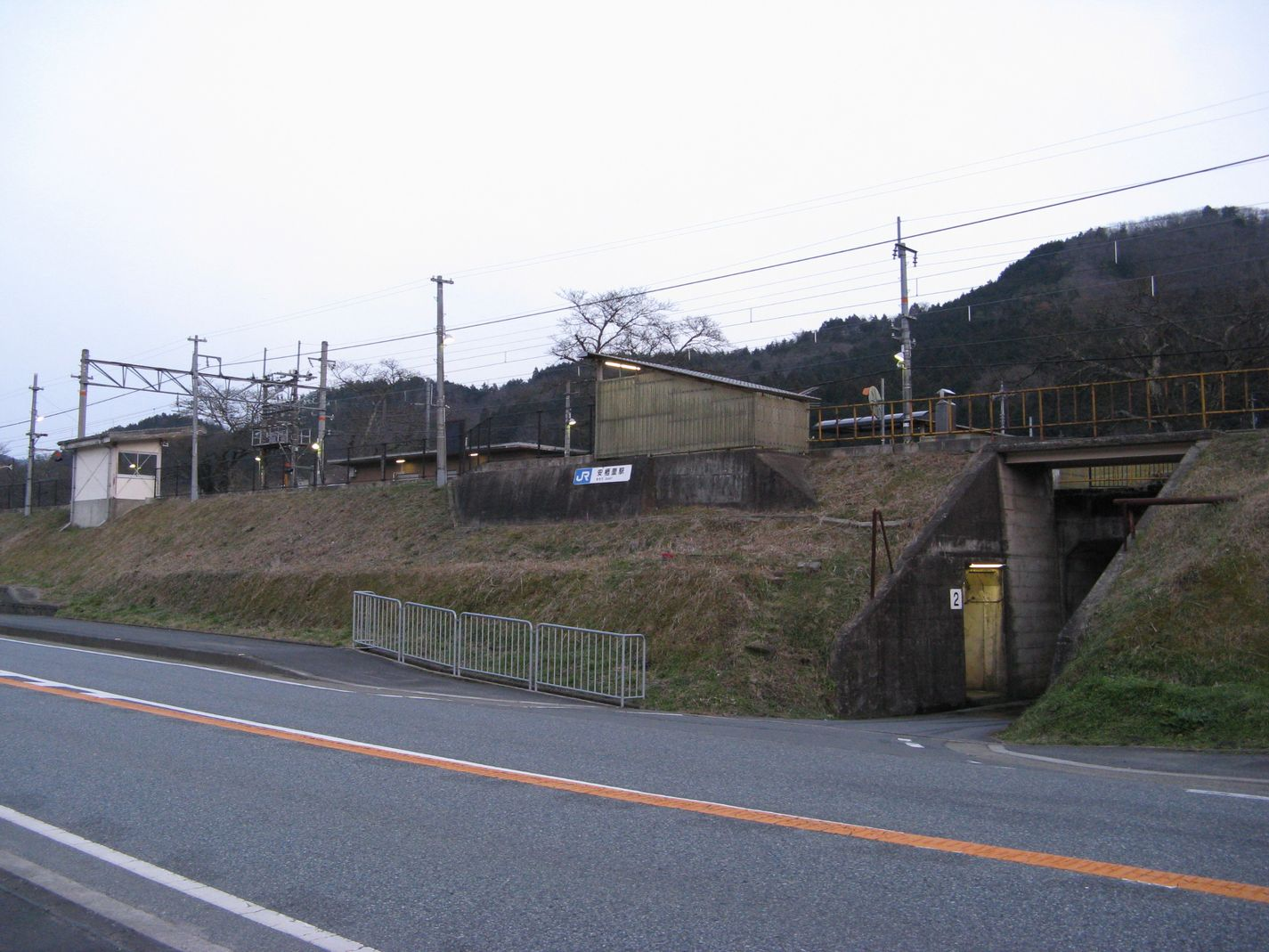
国道27号側から望む。築堤下手前の入口が2番のりばへ通じている

築堤上に相対式ホーム2面2線を有する、交換設備を備えた高架駅。福知山駅管理の無人駅。駅舎は無く、直接ホームに入る形となっている。傾斜面上にホームがある関係上、築堤の下から階段を上って入る。加えて1番ホーム脇（国道反対側）にも出入口がある。自動券売機・トイレは設置されていない。

### のりば
| のりば | 路線     | 方向 | 行先             |
| ------ | -------- | ---- | ---------------- |
| 1・2   | 山陰本線 | 下り | 綾部・福知山方面 |
| 1・2   | 山陰本線 | 上り | 園部・京都方面   |

付記事項
- 1番のりばを上下本線、2番のりばを上下副本線とした一線スルーとなっているため、通過列車及び行違いを行わない停車列車は上下線とも1番のりばを通る。
- 反対方向からの通過列車と行違いを行う停車列車は、上下線共2番のりばに停車する。
- 停車列車同士の行違いの場合は、福知山方面行（下り）が1番のりば、園部方面行（上り）が2番のりばに入る。
- 列車運転指令上では、2番のりばの方が「1番線」とされ、案内上の表記と逆になっている。

## 利用状況
付近には小規模な集落しか無く、利用者は少ない。
1日平均乗車人員は以下の通り。1日平均乗降人員は以下の通り。
| 年度               | 1日平均 乗車人員 | 1日平均 乗降人員 |
| ------------------ | ---------------- | ---------------- |
| 1999年（平成11年） | 49               |                  |
| 2000年（平成12年） | 38               |                  |
| 2001年（平成13年） | 36               |                  |
| 2002年（平成14年） | 36               |                  |
| 2003年（平成15年） | 36               |                  |
| 2004年（平成16年） | 38               |                  |
| 2005年（平成17年） | 38               |                  |
| 2006年（平成18年） | 33               |                  |
| 2007年（平成19年） | 33               |                  |
| 2008年（平成20年） | 22               |                  |
| 2009年（平成21年） | 22               |                  |
| 2010年（平成22年） | 30               |                  |
| 2011年（平成23年） | 25               | 50               |
| 2012年（平成24年） | 27               | 54               |
| 2013年（平成25年） | 25               | 51               |
| 2014年（平成26年） | 25               | 50               |
| 2015年（平成27年） | 19               | 38               |
| 2016年（平成28年） | 14               | 28               |
| 2017年（平成29年） |                  | 25               |
| 2018年（平成30年） |                  | 28               |
| 2019年（令和元年） |                  | 28               |
| 2020年（令和2年）  |                  | 32               |
| 2021年（令和3年）  |                  | 34               |
| 2022年（令和4年）  |                  | 30               |
| 2023年（令和5年）  |                  | 32               |

## 駅周辺
- わちグラウンド
- 京丹波町和知B&G海洋センター
- 龍心寺
- 道の駅和（なごみ）
- 国道27号
- 兵庫県道・京都府道59号市島和知線
- 由良川

バス路線
- 京丹波町町営バス
  - 「改善センター前」停留所：国道27号沿い
  - 「安栖里」停留所：兵庫県道・京都府道59号線沿い

## 隣の駅
西日本旅客鉄道（JR西日本）
 山陰本線
和知駅 - 安栖里駅 - 立木駅